# Lesión
Una lesión (del latín laesio) es cualquier daño o cambio anormal en el tejido de un organismo, generalmente causado por herida o enfermedades. Las lesiones pueden producirse tanto en humanos como en plantas y animales.

## Tipos
No existe una clasificación o convención de nombres para las lesiones. Dado que las lesiones pueden producirse en cualquier parte del cuerpo y que la definición de lesión es tan amplia, las variedades de lesiones son prácticamente infinitas. En general, las lesiones pueden clasificarse por su patrón, su tamaño, su localización o su causa. También pueden recibir el nombre de la persona que las descubrió. Por ejemplo, las lesiones de Ghon, que aparecen en los pulmones de los tuberculosos, deben su nombre a su descubridor, Anton Ghon. Las lesiones cutáneas características de una infección por el virus de la varicela-zóster se denominan varicela. Las lesiones dentales suelen denominarse caries.

### Localización
Las lesiones suelen clasificarse por su tipo de tejido o localización. Por ejemplo, una «lesión cutánea» o una «lesión cerebral» reciben el nombre del tejido donde se encuentran. Si hay una importancia añadida a las regiones dentro del tejido -como en las lesiones neurales, en las que diferentes localizaciones corresponden a diferentes déficits neurológicos-, se clasifican aún más por su localización. Por ejemplo, una lesión en el sistema nervioso central se denomina lesión central, y una lesión en el sistema nervioso periférico, lesión periférica. Una lesión miocárdica es el resultado de un daño en el músculo cardiaco, y una lesión coronaria es un subtipo que describe una lesión en las arterias coronarias. Las lesiones coronarias se clasifican a su vez según el lado del corazón afectado y el diámetro de la arteria en la que se forman.

### Causa y comportamiento
Si una lesión está causada por un tumor, puede clasificarse como maligna o benigna tras el análisis de una biopsia. Una lesión benigna que está evolucionando hacia una lesión maligna se denomina «premaligna». Las lesiones cancerosas se clasifican a veces por su cinética de crecimiento, como la clasificación de Lodwick, que caracteriza las clases de lesiones óseas. Otro tipo es la lesión excitotóxica, que puede estar causada por aminoácidos excitadores como el ácido kainico, que matan a las neuronas por sobreestimulación.

### Tamaño y forma
El tamaño de la lesión puede especificarse como macroscópico, lo que significa que es visible a simple vista, o histológico, lo que significa que se necesita un microscopio para verla. Una lesión ocupante de espacio, como su nombre indica, tiene un volumen reconocible y puede afectar a estructuras cercanas, mientras que una lesión no ocupante de espacio es simplemente un agujero en el tejido, por ejemplo, una pequeña zona del cerebro que se ha convertido en líquido tras un ictus.
Las lesiones también pueden clasificarse por la forma que adoptan. Es el caso de muchas úlceras, que pueden tener aspecto de diana. Una lesión en forma de moneda, vista en una radiografía, tiene el aspecto de una moneda posada en el pecho del paciente.

## Lesiones notables
Lesiones de tejidos blandos
- Lesión de Morel-Lavallee
- Lesión de Bankart
- Lesión de Perthes
- Lesión de Stener
- Lesión de SLAP
- Desgarro muscular

Lesiones asociadas a la diabetes
- Lesión de Armanni-Ebstein
- Lesión de Blumenthal

Lesiones óseas
- Fibroma no osificante
- Lesión de ALPSA
- Lesión de Hill-Sachs
- Osteoporosis circumscripta
- Lesión osteolítica

Lesiones cerebrales
- Lesiones de Olney

Lesiones cutáneas
- Nevus melanocítico
- Lesión de Skip
- Nódulo de Osler
- Queratodermia blenorrágica
- Dermatosis papulosa negra
- Leucemida
- Lesión de Janeway
- Sarcoma de Kaposi
- Nevus spilus
- Queratosis cicatricial crónica

Lesiones gastrointestinales
- Lesión de Dieulafoy
- Lesiones de Cameron

Lesiones endodérmicas
- Lesión melanocítica oral
- Neoplasia intraepitelial endometrial

Lesiones misceláneas asociadas a enfermedades
- Foco de Ghon
- Lesión linfoepitelial benigna
- Lesiones de esclerosis múltiple
- Herpes labial
- Úlcera tropical
- Panadizo herpético